# Смертная казнь в Узбекистане
Смертная казнь в Узбекистане была отменена в 2008 году.

## История
В 1994 году смертная казнь в Узбекистане была предусмотрена тринадцатью статьями уголовного кодекса. Затем, после принятия ряда поправок в 1998, 2001 и 2003 году, количество статей, предусматривающих смертную казнь в качестве наказания, было сокращено до двух — убийство при отягчающих обстоятельствах и терроризм. 
Смертная казнь и сроки её отмены оказались в центре внимания после начала суда над обвиняемыми в участии в андижанских беспорядках — более ста человек обвинялось в убийстве при отягчающих обстоятельствах и терроризме, что могло привести к смертному приговору.
1 августа 2005 года президент Республики Узбекистан Ислам Каримов подписал указ, в котором говорилось, что «с 1 января 2008 года в Республике Узбекистан смертная казнь как вид уголовного наказания отменяется и заменяется пожизненным заключением либо длительными сроками лишения свободы». Причиной трёхлетней задержки была необходимость строительства новых тюрем для размещения людей, приговорённых к пожизненному заключению вместо смертной казни.
Последняя смертная казнь в Узбекистане была проведена в 2005 году, что может говорить о том, что в стране с 2005 года до вступления нового указа в силу в 2008 году действовал негласный мораторий на назначение смертной казни в качестве меры наказания.
В июне 2022 года, президент Шавкат Мирзиёев предложил закрепить запрет проведения смертной казни в конституции. В 2023 году поправка была закреплена в новой конституции.